# Bundeswahlkreis Menzies
Koordinaten: 37° 46′ S, 145° 11′ O

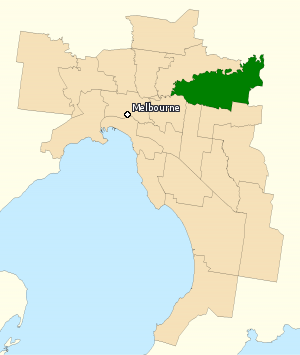
Lage des Wahlkreises in Victoria.

Der Bundeswahlkreis Menzies ist ein Wahlkreis (englisch electoral division) für die Wahl eines Abgeordneten des australischen Repräsentantenhauses. Er liegt in der Metropolregion von Melbourne im australischen Bundesstaat Victoria. Er umfasst die nordöstlichen Stadtteile zwischen den beiden Flüssen Yarra River und Koonung Creek.
Darunter sind Bulleen, Croydon Hills, Doncaster, Doncaster East, Donvale, Park Orchards, Templestowe, Templestowe Lower, Warrandyte und Warrandyte South. Auch Teile von Ringwood North, Warranwood und Wonga Park fallen in den Wahlkreis Menzies hinein. 
Der Wahlkreis wurde nach dem ehemaligen Premierminister Robert Menzies benannt und am 14. September 1984 angelegt. Im selben Jahr fanden dort die Parlamentswahlen statt. Seit 1991 ist Kevin Andrews von der Liberal Party of Australia der amtierende Abgeordnete des Wahlkreises.

## Bisherige Abgeordnete
| Name          | Partei                     | Amtszeiten     |
| ------------- | -------------------------- | -------------- |
| Neil Brown    | Liberal Party of Australia | 1984–1991      |
| Kevin Andrews | Liberal Party of Australia | 1991–amtierend |